# Nissan Xterra
Nissan Xterra — автомобиль SUV, выпускавшийся компанией Nissan Motors в двух поколениях, и построенный на платформе Nissan F-Alpha, совместно с пикапом Nissan Frontier.
Название Xterra происходит от одноименных соревнований XTERRA по триатлону, проводимых под эгидой компании Nissan с 1998 по 2006 годы.

## Появление
Xterra появилась в Северной Америке в 1999 году, и продавалась с использованием слогана «всё, что вам нужно, и ничего лишнего» (англ. Everything you need, nothing you don’t).
Xterra не была первым компактным SUV производства Nissan. В Японии были доступны Nissan Mistral и Nissan Rasheen, в Европе также выпускались и продавались с 1993 по 2006 годы Terrano, двух-дверные SUV.
Nissan залицензировала название «Xterra» от гавайской команды TEAM Unlimited LLC за неизвестную сумму денег. TEAM Unlimited владеет правами на соревнования по триатлону Xterra, а также существовавшими до них Lifeguard Challenges. Это позволило TEAM Unlimited усилить бренд Xterra.
В августе 2015 года Nissan объявила о прекращении производства модели, последние автомобили были проданы осенью этого же года. Nissan не имеет никаких планов по созданию прямой замены или преемника модели.

## Первое поколение

### 1999—2001
В течение первых двух лет выпуска существовали две комплектации: Xterra XE и Xterra SE.
Xterra получила 143-сильный (105 кВт) рядный четырёхцилиндровый двигатель KA24DE, пяти-ступенчатую механическую коробку передач, а также стальные колеса. Автомобилю не хватало направляющих и багажника на крыше.

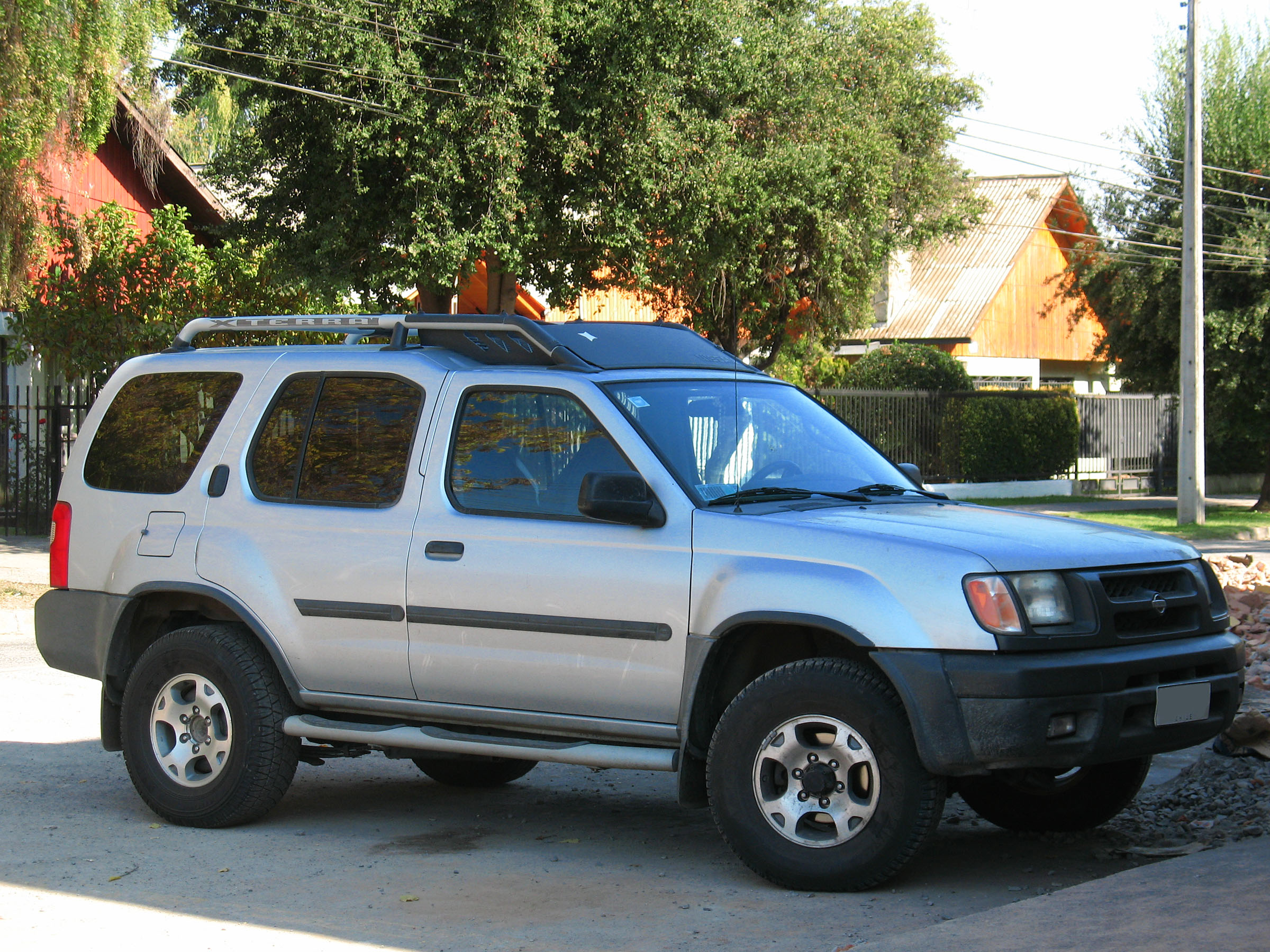
Nissan Xterra XE, 2001

Модели XE имели несколько пакетов опций, включавшие 170-сильный двигатель Nissan VG33E объёмом 3,3 литра и конфигурацией V6 с механической пятиступенчатой коробкой или с автоматической четырёх-ступенчатой коробкой передач, а также такие опции, как багажник, подножки, люк и ковровое покрытие. Модели SE имели стандартное оснащение, которое было опциональным на ХЕ.
Канадские модели с 1999 по 2004 год были ограничены только двигателем V6 (VG33E) и доступны только с подключаемым полным приводом.

### 2002—2004

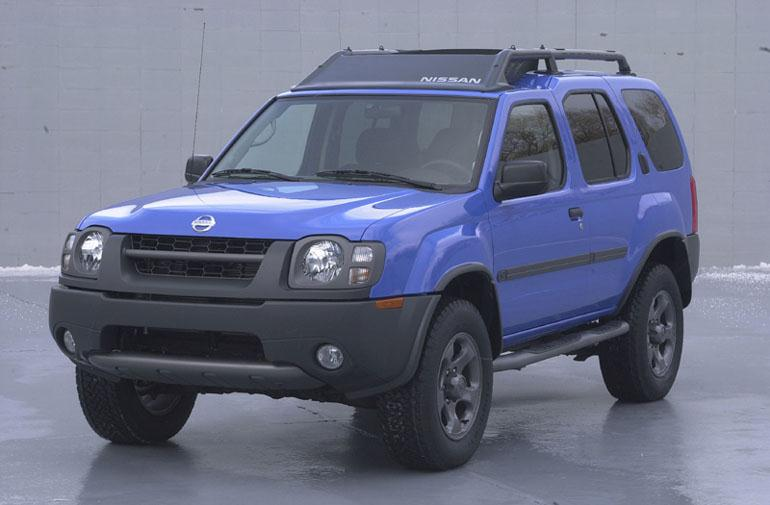
Nissan Xterra 2002-2004

Xterra была обновлена в 2002 году, получив новые приборную панель и центральную консоль, улучшенный силовой агрегат, а также новый стиль передней части кузова. Мощность 3,3-литрового VG33E была повышена до 180 л. с. (134 кВт) и 210 л. с. (157 кВт) для варианта с наддувом. Крутящий момент составлял 334 Нм при установленной автоматической трансмиссии и 313 Нм при пятиступенчатой механической коробке. В Китае похожий по конструкции внедорожник делали под именем Nissan Paladin, а в Иране — под названием Nissan Roniz.
В 2003 году стали доступны такие возможности, как боковые подушки безопасности и система контроля давления в шинах. Аудиосистема была обновлена, появились четыре динамика и сабвуфер. Хотя 2004 год стал последним для этого поколения, некоторые модели были выпущены еще в январе 2005 года.

## Второе поколение

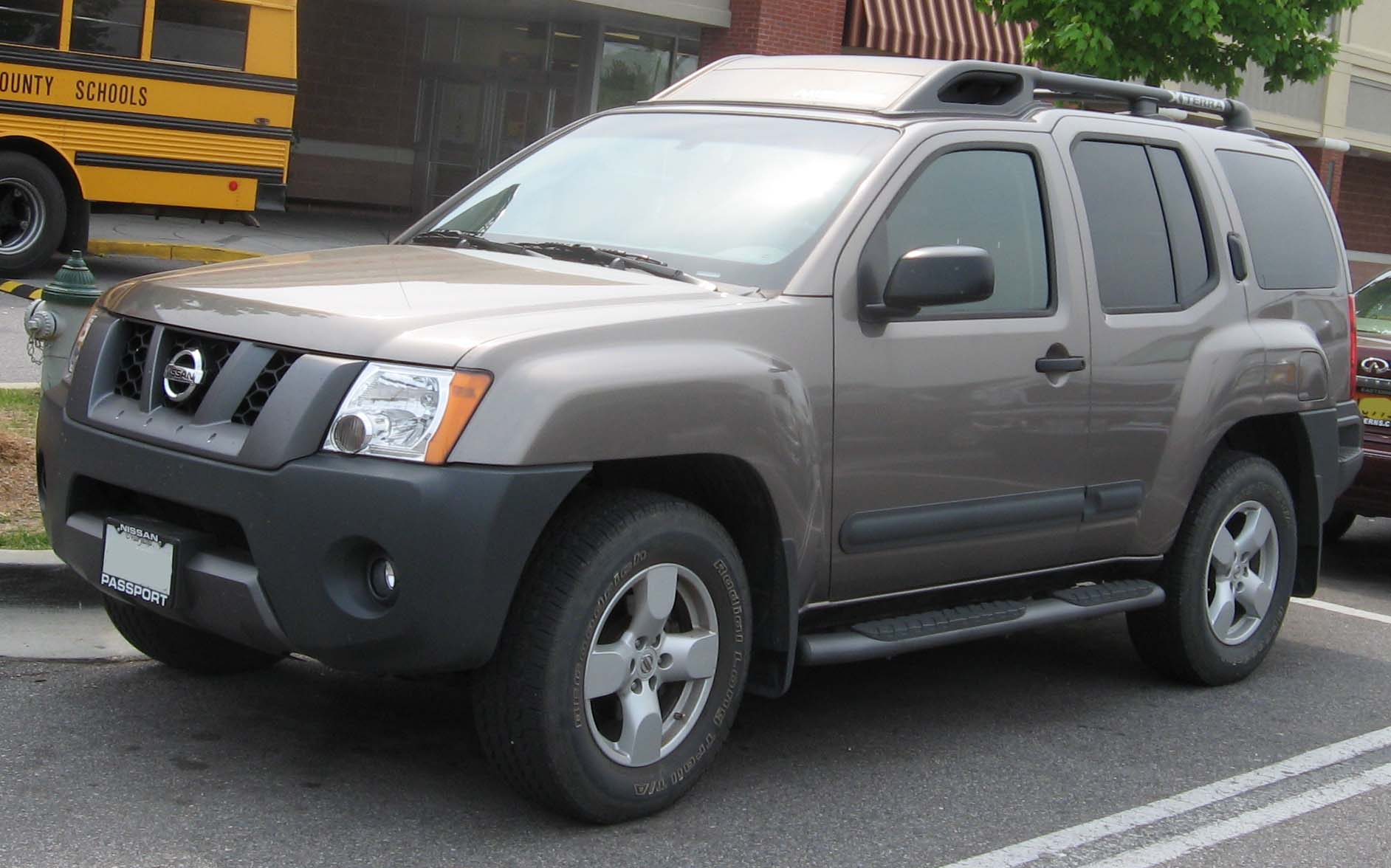
Nissan Xterra, 2005—2007

### 2005—2015
Представленный на международном автосалоне в Нью-Йорке в апреле 2004 года, Xterra был перенесен в 2005 году на платформу Nissan F-Alpha, используемую Frontier. Новое поколение стало больше по габаритам, чем его предшественник. Использование системы с изменяемыми фазами газораспределения компании Nissan позволило снять с 4,0-литрового двигателя VQ40DE мощность 261 л. с. (192 кВт).

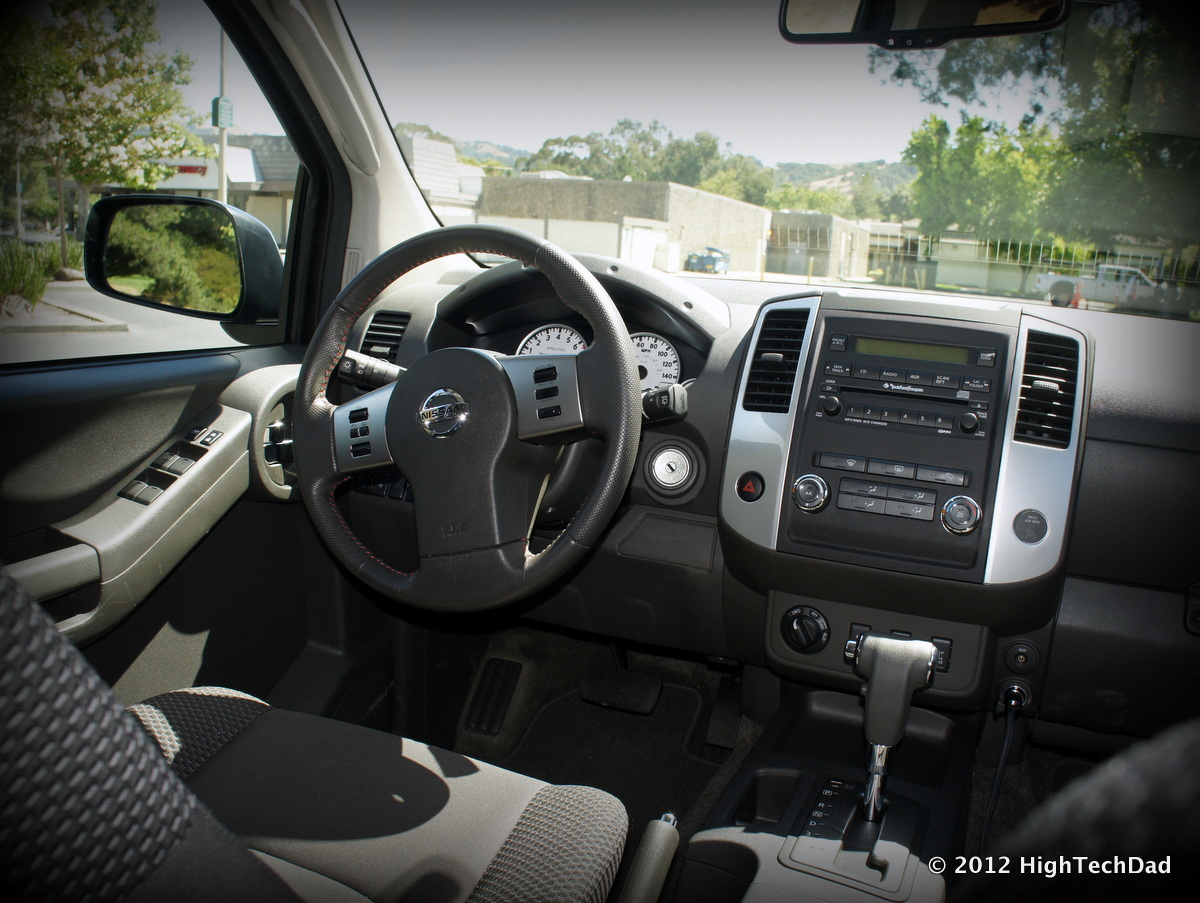
Интерьер Nissan Xterra, 2012

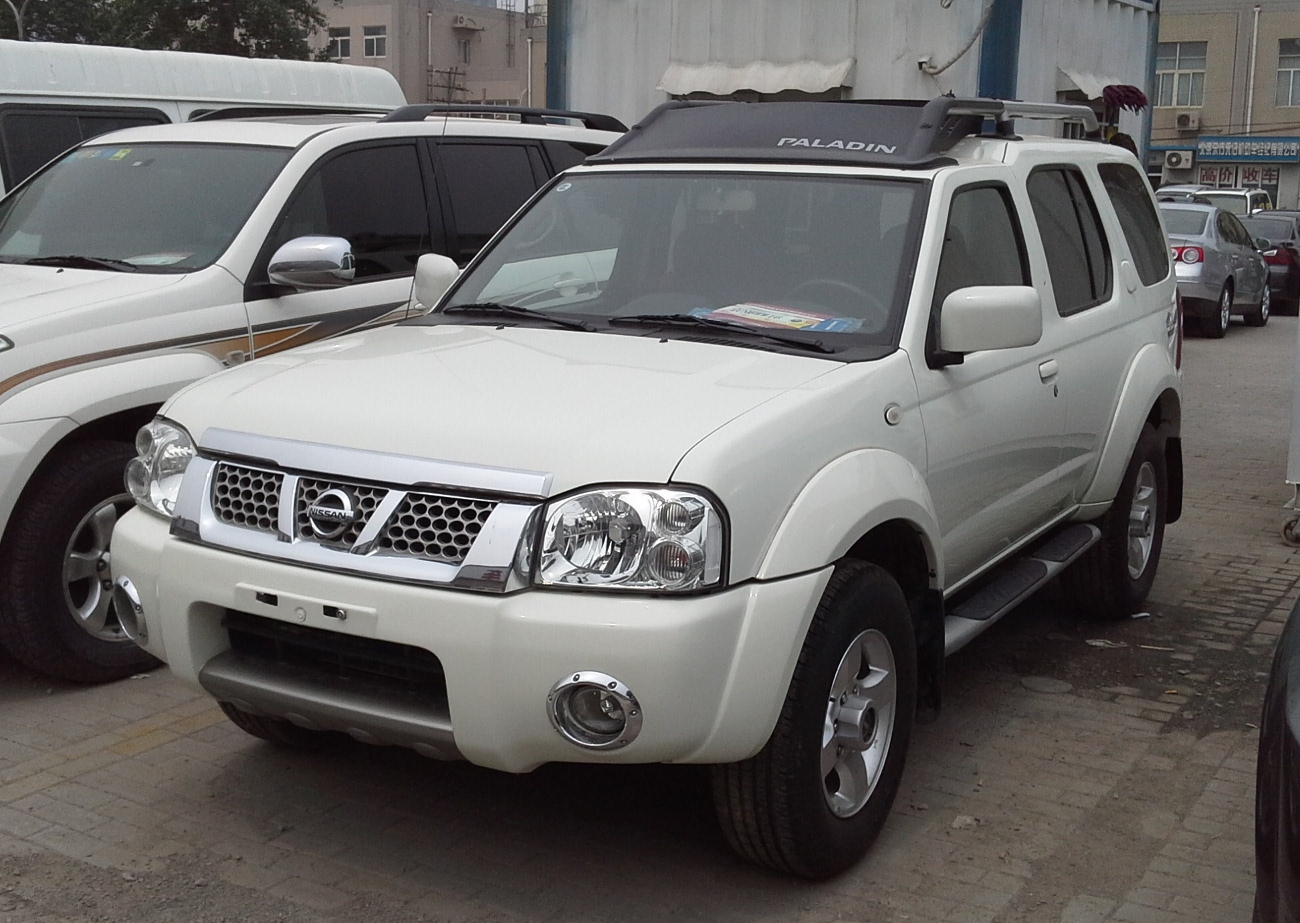
Nissan Paladin, Китай

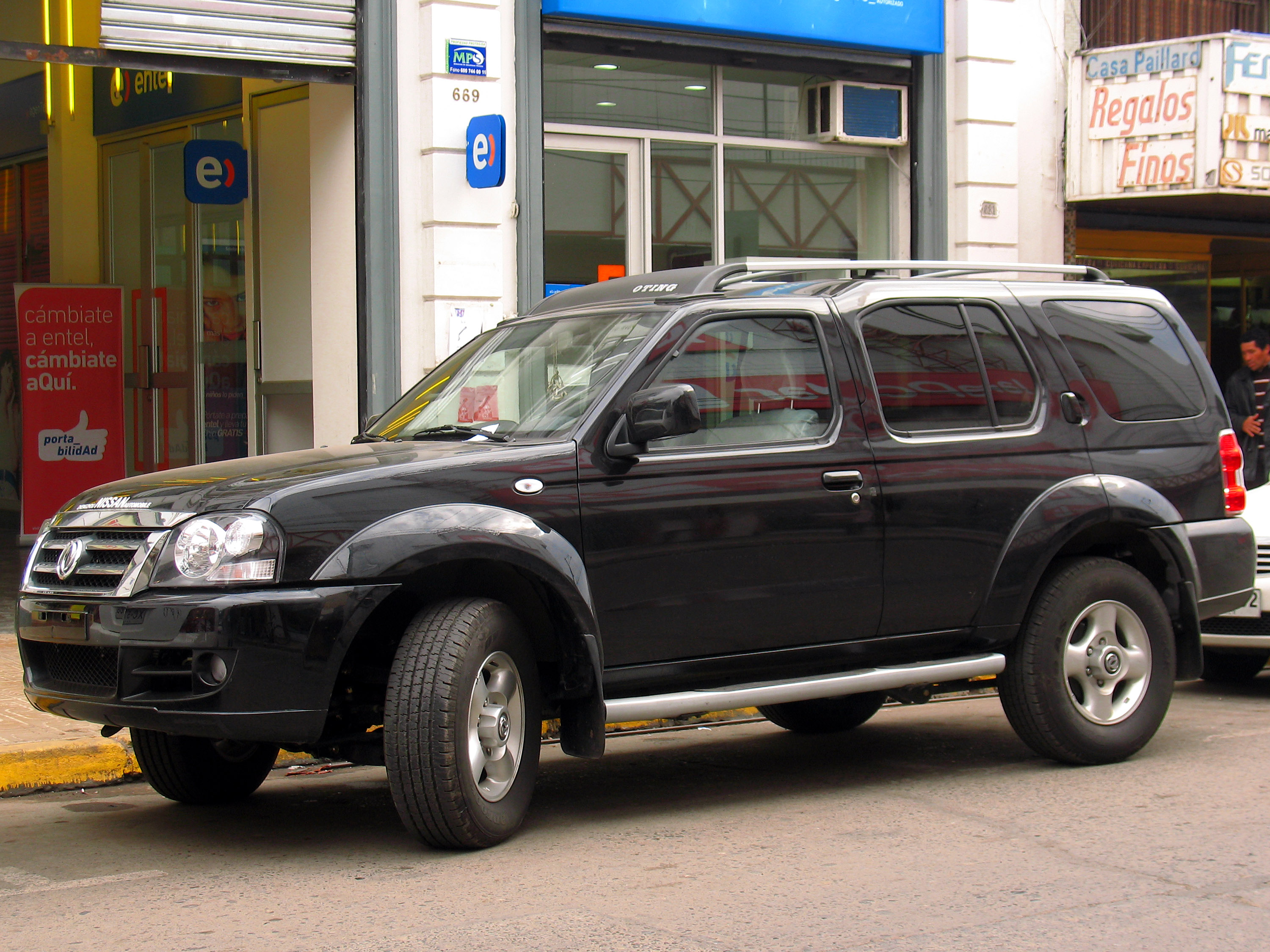
Dongfeng Oting, 2012

### Доработки в 2009 и 2014 годах
В 2009 году произошел фейслифтинг с одновременным появлением большого количества доступных опций и цветов кузова, кожаных сидений на моделях SE, а также устанавливаемого на крышу света на внедорожных моделях. В 2012 году производство автомобилей в США было перенесено из Смирны, штат Теннесси, в Кантон, штат Миссисипи.
В 2014 году произошли следующие изменения: обновилась система навигации, появилась возможность распознавания голоса, стали устанавливаться новые 16-дюймовые литые колеса, был добавлен подогрев передних тканевых сидений на PRO-4X. Ранние модели США включают в себя X, S и PRO-4X, с выбором шестиступенчатой механической или пятиступенчатой автоматической коробкой передач, а также выбором подключаемого полного привода.

### Окончание производства
Выпуск Xterra был прекращен в США после 2015 модельного года. Плохая экономия топлива, снижение продаж и затратные обновления, направленные на безопасность и снижение выбросов были названы в качестве причин тому.

## Производство вне Северной Америки
Все автомобили Xterra под брендом Nissan, выпущенные за пределами США, были выпущены в Бразилия до 2007 года (Nissan полностью прекратила бразильское производство в 2007 году). Он выпускался в соответствии с лицензией Pars Khodro в Иране, как Nissan Roniz, и в Китае компанией Zhengzhou Nissan как Nissan Paladin с 2003 года. Paladin имеет то же шасси и ходовую часть, что и первое поколение Nissan Xterra, а двигатель KA24DE объёмом 2,4 литра в паре с пяти-ступенчатой механической коробкой передач. Передняя часть автомобиля была взята от местного пикапа.
Компания Dongfeng выпускала китайскую версию Xterra, названную Oting. Она базируется на первом поколении Xterra.